# Faisal bin Al Hussein

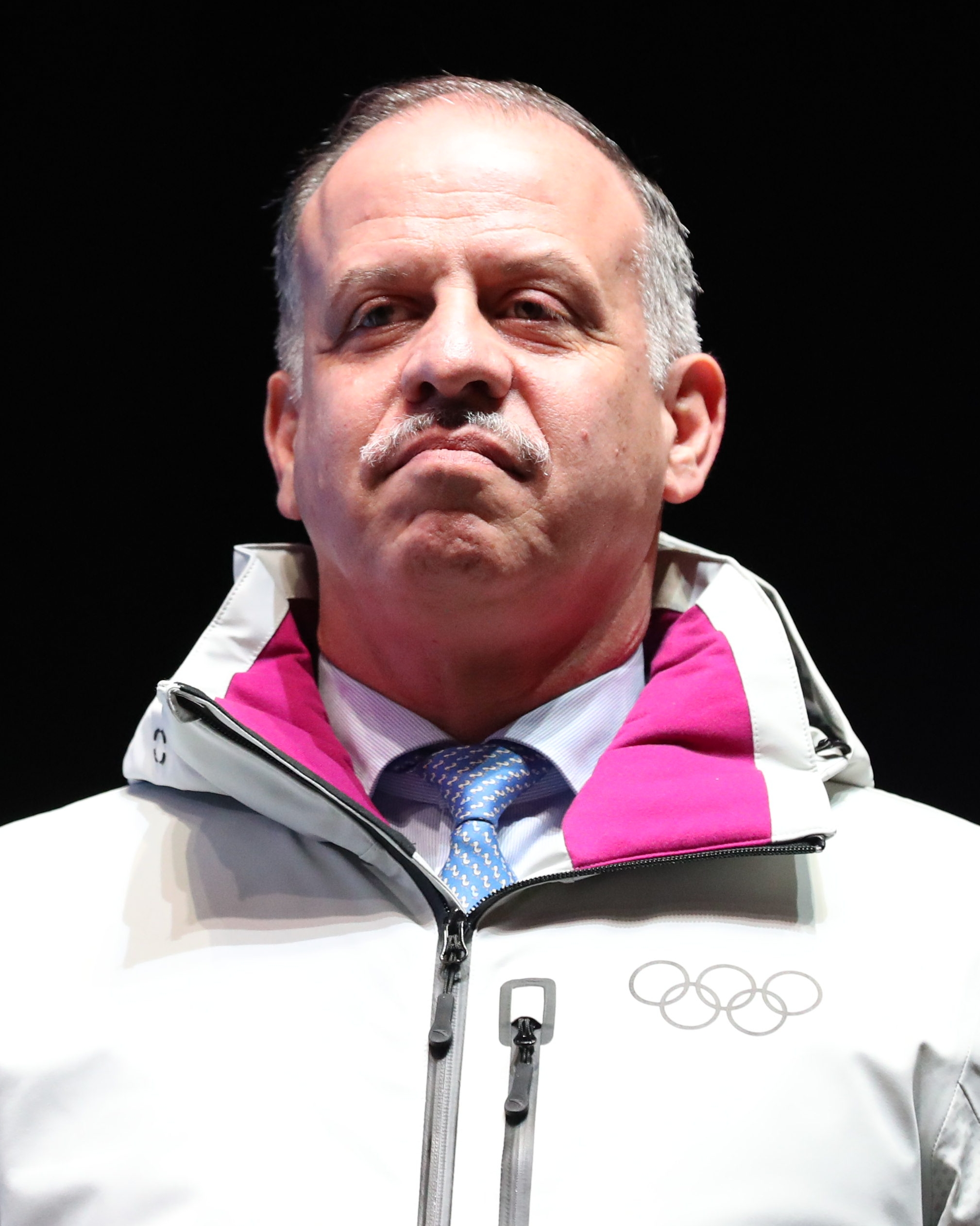
Faisal bin Al Hussein (2020)

Faisal bin Al Hussein (arabisch فيصل بن الحسين بن طلال, DMG Faiṣal b. al-Ḥusain b. Ṭalāl; * 11. Oktober 1963 in Amman) ist ein Prinz von Jordanien. Er steht an dritter Stelle der jordanischen Thronfolge und ist seit 2010 Mitglied des IOC.

## Leben

### Familie
Prinz Faisal bin Al Hussein kam am 11. Oktober 1963 als zweiter Sohn von König Hussein I. von Jordanien und dessen zweiter Ehefrau Muna al-Hussein in Amman zur Welt. Sein älterer Bruder Abdullah II. ist der derzeitige König von Jordanien. Er hat zwei Schwestern, sowie acht Halbgeschwister, die aus den anderen Ehen seines Vaters stammen.
Im August 1987 heiratete Prinz Faisal die Jordanierin Alia Tabbaa, Tochter von Sayyid Tawfik al-Tabbah, dem Begründer und Präsidenten der Royal Jordanian Airline. Aus dieser Ehe gingen die Kinder Ayah (* 11. Februar 1990), Omar (* 22. Oktober 1993) und die Zwillinge Sara und Aisha (beide * 27. März 1997) hervor. Im April 2008 ließen sich Prinz Faisal und Prinzessin Alia scheiden. Am 20. März 2010 heiratete Prinz Faisal in Dschidda Sara Qabbani. Prinz Faisal steht nach den beiden Söhnen seines Bruders an dritter Stelle der jordanischen Thronfolge.

### Ausbildung
Nach Besuch der Vorschule in Amman verließ Faisal bin Al Hussein als Sechsjähriger Jordanien, um die St Edmund’s School im englischen Surrey zu besuchen. Ein Jahr später wechselte er an die Bement School in Deerfield (Massachusetts). Zwei Jahre später besuchte er die ebenfalls in Deerfield befindliche Eaglebrook School. 1978 zog er nach Washington, D.C., um an der dortigen St Albans School seine schulische Ausbildung fortzusetzen. Er schloss die Schule 1981 mit dem High School Diploma ab. Anschließend studierte er Elektrotechnik an der Brown University in Providence und schloss das Studium 1985 mit dem Bachelor of Sciences ab. Während des Studiums nahm Prinz Faisal Flugunterricht und erhielt eine Lizenz als Privatpilot. In den 1990er Jahren besuchte Prinz Faisal die London Business School, die er 1998 mit dem Master of Management abschloss.

### Beruf und Aufgaben
Faisal bin Al Hussein absolvierte eine militärische Karriere und bekleidet derzeit den Rang eines Generalleutnants der königlichen jordanischen Luftwaffe. Er hat verschiedene leitende Funktionen in der jordanischen Armee und Luftwaffe inne. Darüber hinaus ist er Vorstandsvorsitzender des King Abdullah II Centre of Excellence, eine Einrichtung, deren Ziel es ist, die Weiterentwicklung Jordaniens in unterschiedlichen Bereichen zu fördern. Weiterhin ist Faisal Vorstandsvorsitzender des Royal Water Committee (Trinkwasser), des Royal Committee of the King Abdullah Bin Abdul Aziz City Project (ein Stadtentwicklungsprojekt in Amman) und Vorsitzender des Hochschulrates der Mutah University.

### Funktionen im Bereich des Sports

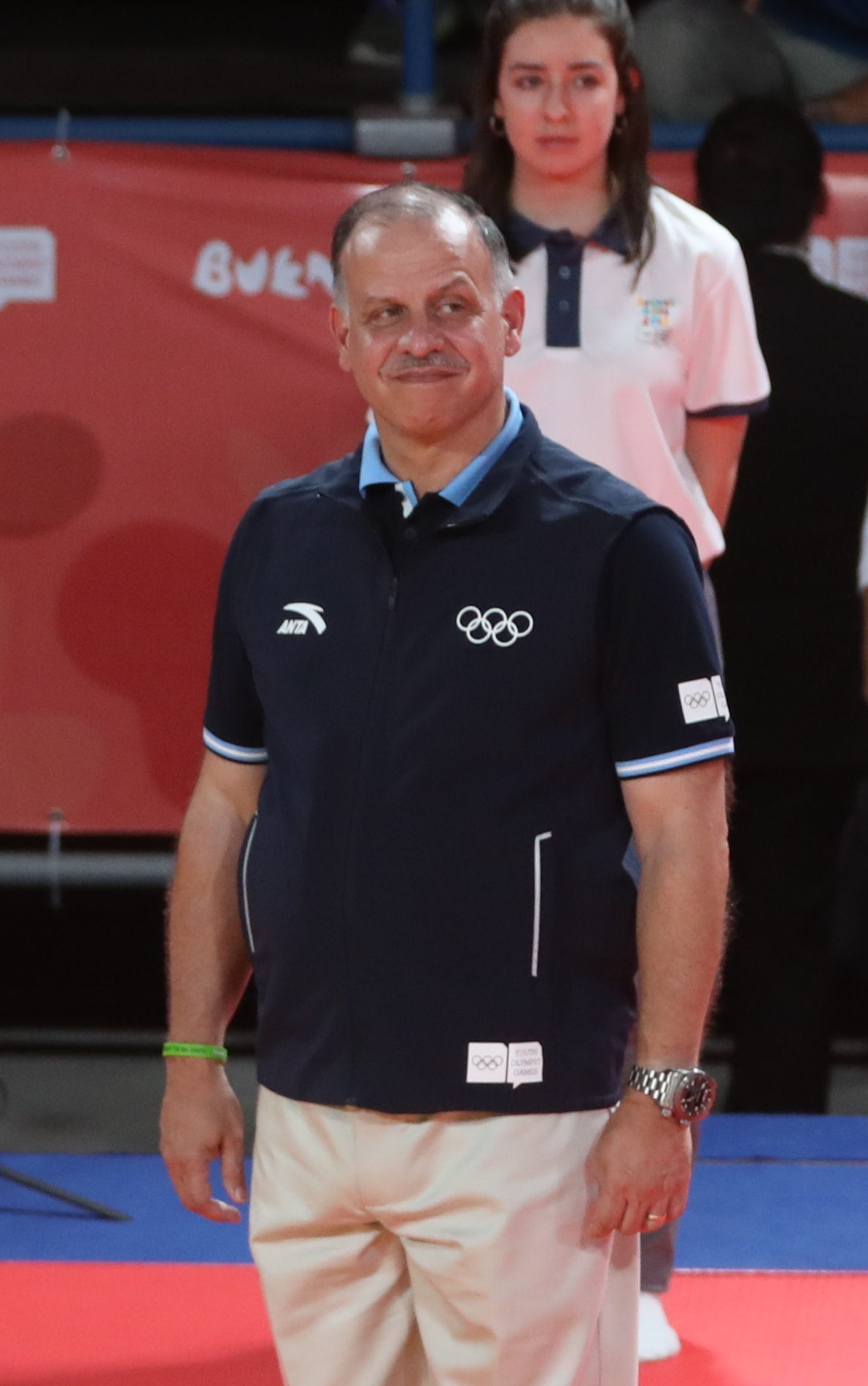
Prinz Faisal in seiner Rolle als Mitglied des Internationalen Olympischen Komitees bei einer Siegerehrung im Rahmen der Olympischen Jugend-Sommerspiele 2018.

Prinz Faisal, der selbst an Rallyes im Motorsport teilgenommen hat und ein aktiver Sportschütze ist, steht und stand zahlreichen Organisationen im Bereich des Sports vor. So bekleidete er von 1989 bis 2004 das Amt des Vorsitzenden der Motorsportkommission des jordanischen Automobilclubs Royal Automobile Club of Jordan. Seit 2004 ist er Vorsitzender der Vereinigung Jordan Motorsport und Präsident des Nationalen Olympischen Komitees von Jordanien. 2007 begründete er die der Völkerverständigung verpflichtenden Institutionen Generations For Peace und Peace Through Sport Committee of the Olympic Council of Asia, deren Vorsitz er innehat. Zudem ist er seit 2007 im Executive Board des Olympic Council of Asia. Seit 2010 ist Faisal bin Al Hussein Mitglied des Internationalen Olympischen Komitees. Im September 2024 wurde seine letztendlich erfolglose Kandidatur für die Nachfolge von IOC-Präsident Thomas Bach bekanntgegeben.

## Auszeichnungen
Prinz Faisal ist seit 2006 Träger des spanischen Ordens Gran Cruz de la Orden de Isabel la Católica. Weiterhin ist ihm der jordanische Orden Al Istiklal verliehen worden und er ist Mitglied der französischen Ehrenlegion.

## Panama Papers
Laut den Panama-Papers von 2016 war Faisal zeitweise Anteilseigner der Firma Safacorp Finance Limited mit Sitz auf den Britischen Jungferninseln.